# Diffusität (Akustik)
Diffusität (Zerstreuung) oder genauer Schalldiffusität beschreibt allgemein den Grad der Verteilung von reflektiertem Schall einer Quelle im Raum und über die Zeit.

## Definition
Der Begriff hängt eng mit der subjektiven Vorstellung eines diffusen Raumklangs zusammen und wird nicht immer gleich angewendet. Es existiert keine mathematische Beschreibung als Größe und folglich auch keine zugeordnete Einheit.
Manchmal wird unterschieden zwischen:
- örtlicher Diffusität, meistens definiert als die Gleichmäßigkeit des Schalleinfalls über die Schalleinfallsrichtung an einem bestimmten Ort, und
- zeitlicher Diffusität, der Verteilung der reflektierten Schallsignale am Messort über die Zeit.

Beide nehmen mit der Vielfalt von Reflexionsmöglichkeiten in einem Raum und seiner Größe zu.

## Ursachen und Anwendung
Die Schalldiffusität beschreibt die raumakustischen Eigenschaften, die sich ergeben, wenn die Begrenzungsflächen eines Raumes und die in ihm enthaltenen Gegenstände nicht nach Art eines Spiegels in nur "einer" Richtung ("regulär"), sondern diffus reflektieren, d. h. mehr oder weniger nach allen Richtungen (s. auch statistisches bzw. diffuses Schallfeld). Solche diffusen Felder setzt man in der statistischen Raumakustik voraus, um z. B. Baumaßnahmen für Konzerthallen zu planen. Sie spielen auch für bestimmte akustische Messverfahren eine bedeutende Rolle.
Eine Erhöhung der Diffusität, um eine scheinbare Vergrößerung des Raumes zu bewirken, ist möglich durch Verwendung künstlicher elektronischer Halleffekte aus Lautsprechern. 
In der Raumakustik und der Tontechnik wird eine hohe Diffusität durch eine gezielte Lenkung und mechanische Zerstreuung der Schallwellen erzielt. Die kann erfolgen durch einfache, gekrümmte Grenzflächen oder die Verwendung von Diffusoren.
Um eine ausgeglichene akustische Hörraum- oder Aufnahmeraum-Nachbehandlung sicherzustellen, sollte die Diffusität immer mit Mitteln der Reflexion und gleichzeitig auch mit Absorption erreicht werden.